# Stazione di Palermo Notarbartolo
La stazione di Palermo Notarbartolo è una delle principali stazioni ferroviarie della città di Palermo, nonché punto di snodo delle due principali linee servite dal servizio ferroviario metropolitano di Palermo: il passante ferroviario e l’anello ferroviario.

## Storia

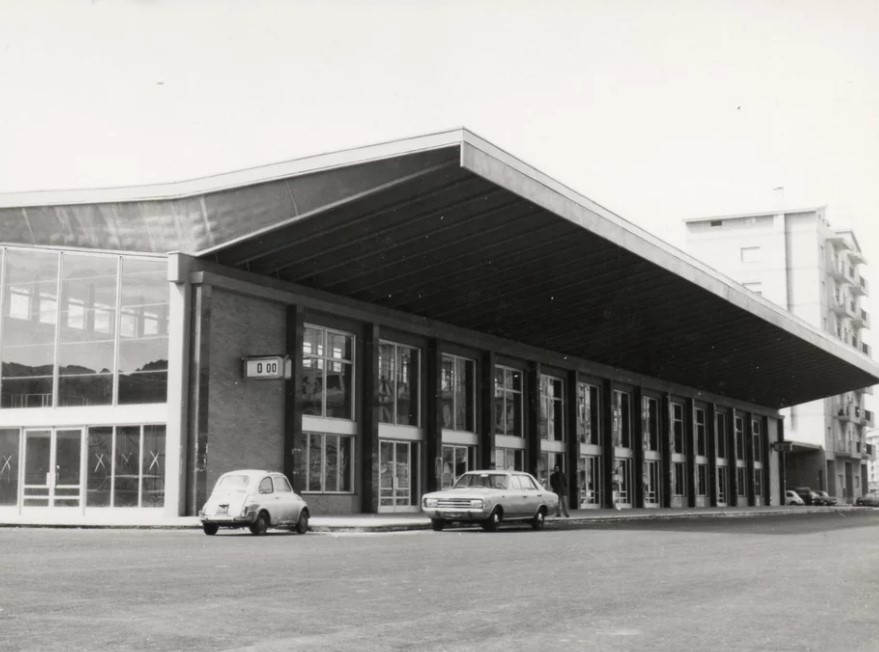
La stazione nel 1972 durante gli ultimi lavori prima dell'inaugurazione.

La stazione ferroviaria di Palermo Notarbartolo fu progettata a partire dagli anni cinquanta, ma la necessità di una nuova circonvallazione ferroviaria si manifestò già negli anni venti. Alla fine del XIX secolo, Palermo era servita da due principali linee ferroviarie: la linea Palermo Centrale-Porto, che, passando per il centro cittadino tramite la diramazione Madonna dell'Orto, collegava la vecchia stazione di via del Secco al Porto di Palermo, e la Ferrovia Palermo-Trapani, che partiva dalla stazione Lolli per collegare il capoluogo siciliano con Trapani. Tuttavia, entrambe le linee attraversavano la città con numerosi passaggi a livello, creando interferenze con la viabilità urbana e tagliando di fatto la città a metà.

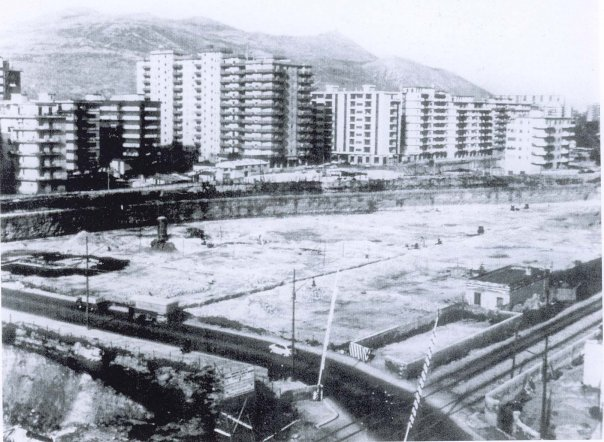
Il passaggio a livello di via Notarbartolo con i due binari, a sinistra quello per Trapani, a destra quello per il porto, con i primi scavi della nuova stazione Notarbartolo.

Per risolvere questo problema, negli anni trenta, sotto il regime fascista, furono avviati i lavori per la costruzione di una nuova circonvallazione ferroviaria e la sostituzione della stazione Lolli con una stazione interrata, appunto quella Notarbartolo. Questo progetto prevedeva la diramazione in galleria delle linee verso il porto e Trapani, con la prima che dunque non avrebbe dovuto più attraversare il centro cittadino.
Nel 1932 iniziò la realizzazione del primo tronco della nuova linea ferroviaria, che comprendeva la dismissione del bivio Madonna dell'Orto, assieme all'intera diramazione del Porto a favore della nuova tratta Palermo Lolli-Palermo Sampolo, che avrebbe coinvolto la zona dove in seguito sarebbe nata la stazione Notarbartolo tramite la creazione della galleria Ranchibile.
Nel 1954 venne approvato tramite D.M. 3547, il progetto del secondo tronco della circonvallazione che eliminava il tratto ferroviario a raso tra Papireto, Lolli e San Lorenzo e comprendeva la costruzione della galleria artificiale di 162 m tra la zona in cui sorgeva la vecchia Porta di Castro e Re Federico, della galleria Re Federico di 1846 m, del piazzale della stazione Notarbartolo (lungo 928 m) e del corrispettivo cavalcavia, la galleria Malaspina di 1526 M, di cui 610 m in artificiale e un tratto sopraelevato di 1019 m per collegare la linea esistente con Trapani.
Inoltre, la stazione fu progettata con una particolare attenzione alla separazione dei flussi ferroviari per evitare ulteriori interferenze con il traffico cittadino. Dal lato della stazione Lolli, era prevista una rampa di collegamento verso il nuovo piazzale interrato, inizialmente progettata dal lato della Caserma Di Maria e successivamente realizzata dal lato di via Cimarosa. Dal lato opposto, verso Trapani e il porto, la galleria Malaspina fu inizialmente progettata con due binari, e l’imbocco della galleria Ranchibile si trovava in una posizione diversa rispetto a quella attuale, più arretrata.
Inoltre, come risulta nella planimetria del 1951,  risultava esserci la presenza di un’area destinata alle ferrovie secondarie come quella che avrebbe dovuto collegare Palermo e San Giuseppe Jato, il cui progetto fu definitivamente bidonato in seguito; ma anche che la stazione Notarbartolo avrebbe dovuto essere anche il punto di origine di una linea a scartamento ridotto verso Salaparuta.

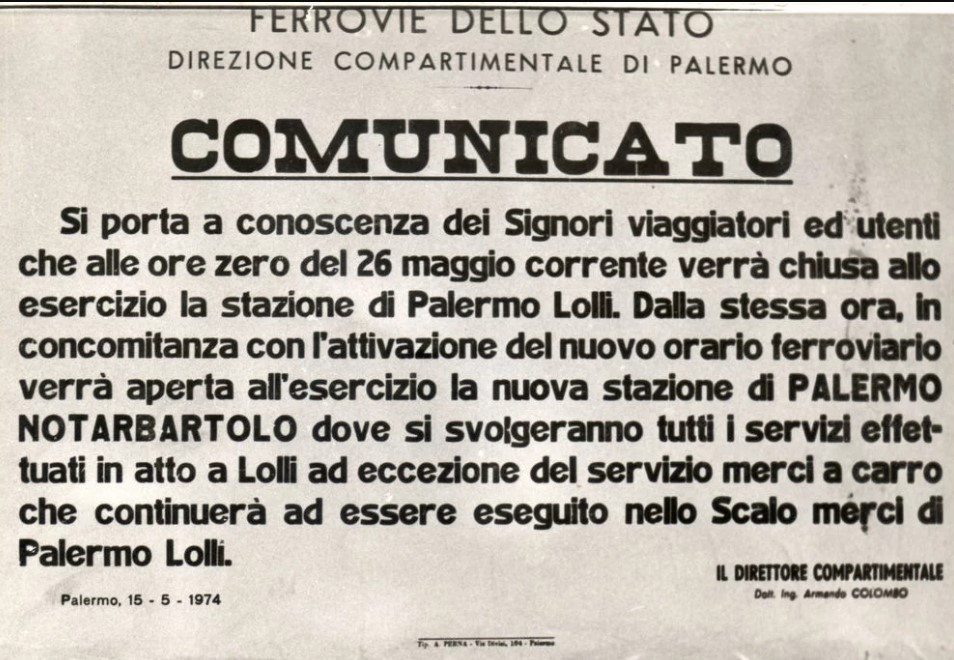
Comunicato delle FF.SS. del 1974 relativo alla chiusura della stazione Lolli e all'apertura della stazione Notarbartolo.

Dopo circa vent'anni di lavori, la stazione entrò ufficialmente in servizio il 26 maggio 1974, sostituendo la stazione Lolli per il servizio passeggeri.
La stazione, sebbene strategicamente posizionata per servire la crescita della città verso nord, ebbe inizialmente un ruolo secondario rispetto a alla stazione di Palermo Centrale, che continuava a essere il principale snodo ferroviario per il traffico a lunga percorrenza e per i collegamenti verso il sud e il centro Italia.
Nel 1990, in occasione del mondiali di calcio, venne attivato il servizio ferroviario suburbano e la stazione Notarbartolo venne colpita da cambiamenti, in quanto la linea Palermo Notarbartolo-Palermo Sampolo venne ampliata per permettere di istituire un servizio che rendesse più agevole raggiungere lo stadio Renzo Barbera, con l’istituzione delle tre fermate di Federico, Fiera e Giachery.
Questo fu solo l'inizio di una serie di rinnovamenti comprendenti la stazione Notarbartolo, che divenne un nodo ferroviario sempre più importante.
Nel novembre 1992, sui binari della linea per Trapani venne attivata una seconda linea che da Notarbartolo portava a Tommaso Natale, con la stazione San Lorenzo Colli che faceva da intermediaria.
La linea, inizialmente usata da locomotori a trazione diesel, venne elettrificata soltanto nel 2001 dopo l'attivazione di altre due stazioni, quelle di Francia e Cardillo-Zen il 15 agosto 1994. Nel mentre, nel 2001 la stazione venne collegata alla nuova stazione Palazzo Reale-Orleans e in seguito direttamente all'aeroporto di Punta Raisi, tramite la linea che inizialmente collegava semplicemente Notarbartolo a Tommaso Natale.

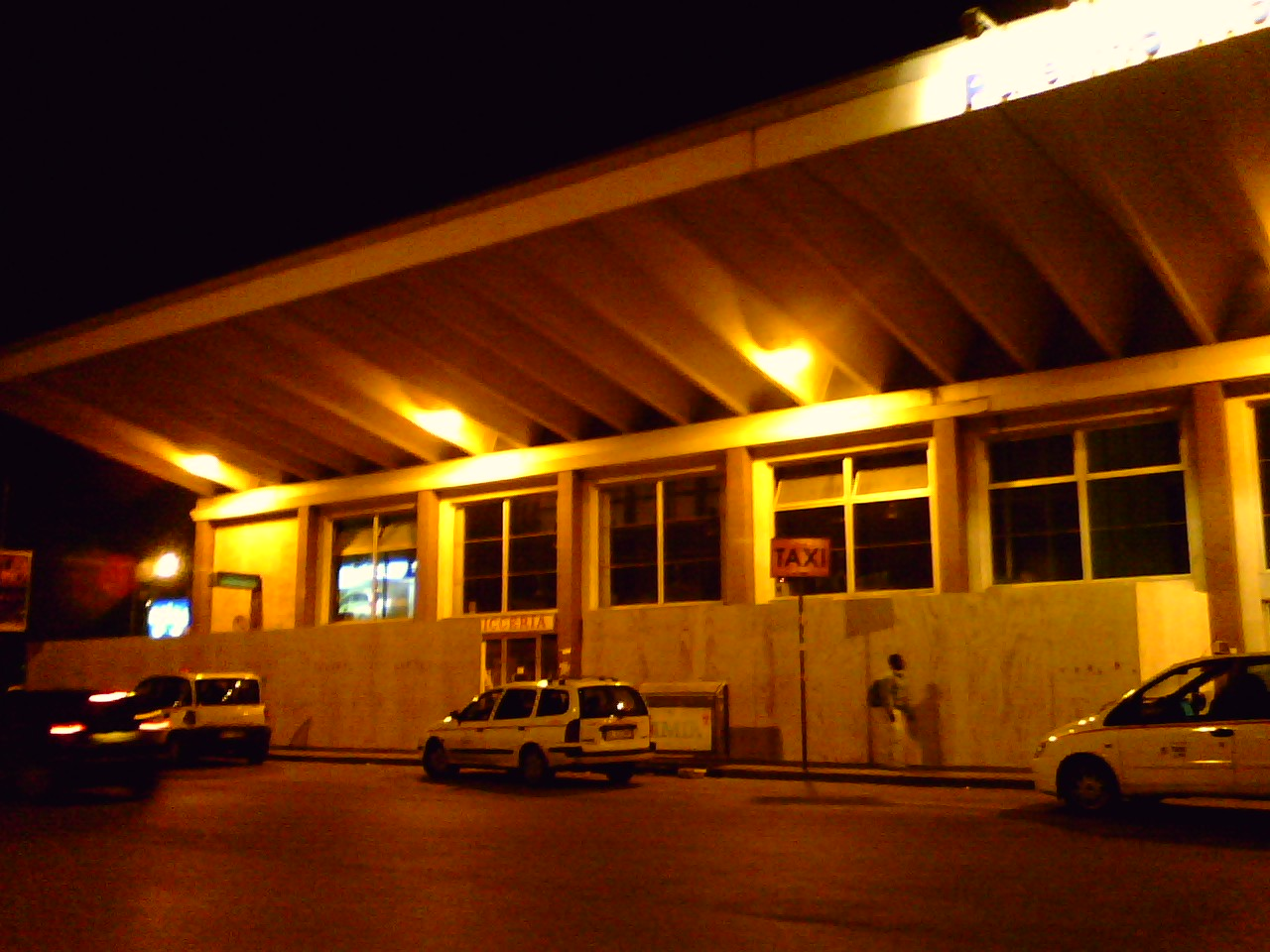
La stazione durante i lavori del 2008.

Nel 2008 iniziarono i lavori del nuovo passante ferroviario di Palermo, il cui piano prevedeva il raddoppio dei 30 km tra la Stazione Centrale e la diramazione per l'aeroporto di Palermo-Punta Raisi e l'interramento di 7 km di questo percorso. I lavori nella stazione Notarbartolo vennero eseguiti divisi in due tratte, A e B. La Tratta A prevedeva lavori dalla stazione Centrale e quella Notarbartolo, che pertanto venne sospesa dal 4 ottobre 2010 al 16 gennaio del 2012. Conclusi a Notarbartolo i lavori della tratta A, nel 2014 iniziarono quelli per il raddoppio del passante ferroviario nel lotto B, interessando tutta l'area sinistra (in direzione Punta Raisi) della stazione, che è stata cantierizzata dopo lo smantellamento dei binari in disuso.
I lavori durarono vari anni, tant'è che si protrassero fino al 2023, ma grazie ad essi l'intera area a sinistra del binario 4 venne riqualificata con la realizzazione di una nuova galleria dispari in direzione Punta Raisi, detta "Notarbartolo", e della nuova banchina dei binari 4 e 5, i cui lavori iniziarono solo nel 2020.

Nel 2022 venne presentato un progetto da 5 milioni di euro per la riqualificazione della facciata e del sovrappasso della stazione, nell’ambito del Piano Integrato Stazioni. I lavori, iniziati nel 2023, includevano il restyling del sovrappasso, una nuova facciata, il rinnovo degli interni con una galleria commerciale modernizzata e una nuova sala d’attesa. Inoltre, furono realizzati interventi sulla banchina a cavallo dei binari 4-5, che prevedevano l'installazione di una scala mobile a luglio 2023.
Il 15 dicembre 2024, dopo appena due anni di servizio, il binario 5 viene momentaneamente chiuso a causa della chiusura della linea ferroviaria tra Notarbartolo e San Lorenzo tramite la galleria Notarbartolo, per gli interventi di realizzazione della nuova fermata Lazio.
Invece, nei primi mesi del 2025 i lavori della facciata e della comprensiva nuova sala d'attesa subiscono un'accelerata, venendo ufficialmente completati tra il 12 e il 13 febbraio. Al termine degli interventi, l'ingresso principale su Piazza Boiardo presenta un nuovo portale vetrato, mentre l'atrio e la sala d'attesa risultano più luminosi grazie all’installazione di lampade a LED di ultima generazione. Inoltre, i pavimenti e i rivestimenti interni sono stati sostituiti e ridipinti, nelle sale d'attesa sono state aggiunte panchine moderne e fioriere e anche l'ingresso da su via Umberto Giordano è stato sistemato.

## Strutture e impianti

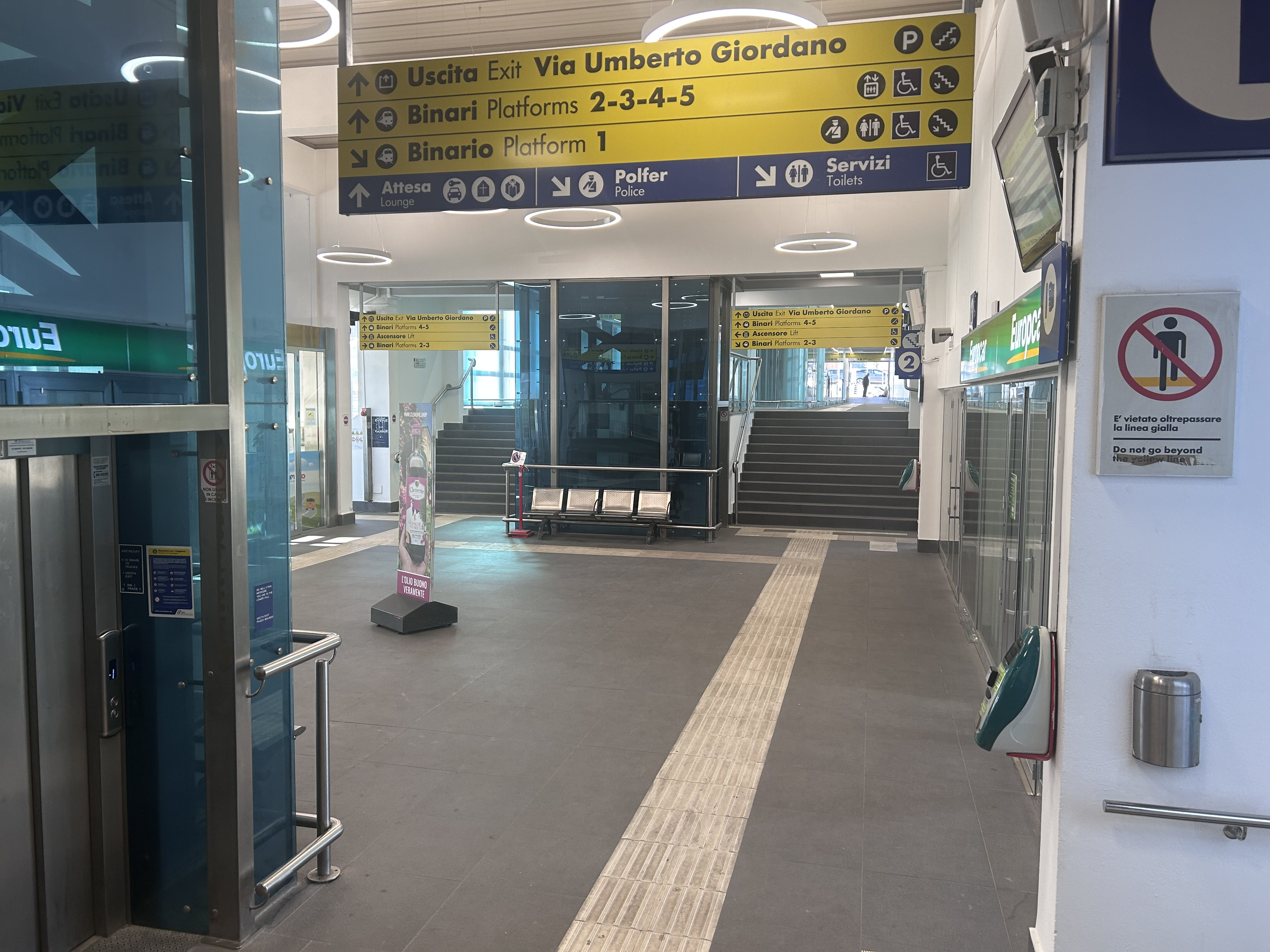
Parte della "galleria commerciale" della stazione (2024).

La struttura architettonica della stazione è molto particolare poiché vede parte della stazione sul livello stradale mentre un'altra parte, compresi i binari, sotto il livello stradale, in una trincea.
All'interno, la struttura della stazione presenta una galleria commerciale; mentre all'esterno, oltre che le entrate, ospita un negozio di McDonald's e uno di Piazza Italia, quest'ultimo aperto nel 2013.
Per quanto concerne i binari, rispetto agli originari sette, solo 5 risultano in esercizio: 1-2 per l'anello ferroviario, mentre 3-4-5 per il passante ferroviario.

## Movimento
La stazione è servita dai treni del servizio ferroviario metropolitano, cadenzati ogni mezz'ora.

### Servizi
La stazione dispone dei seguenti servizi:
- Biglietteria a sportello
- Biglietteria automatica
- Servizi igienici

## Interscambi

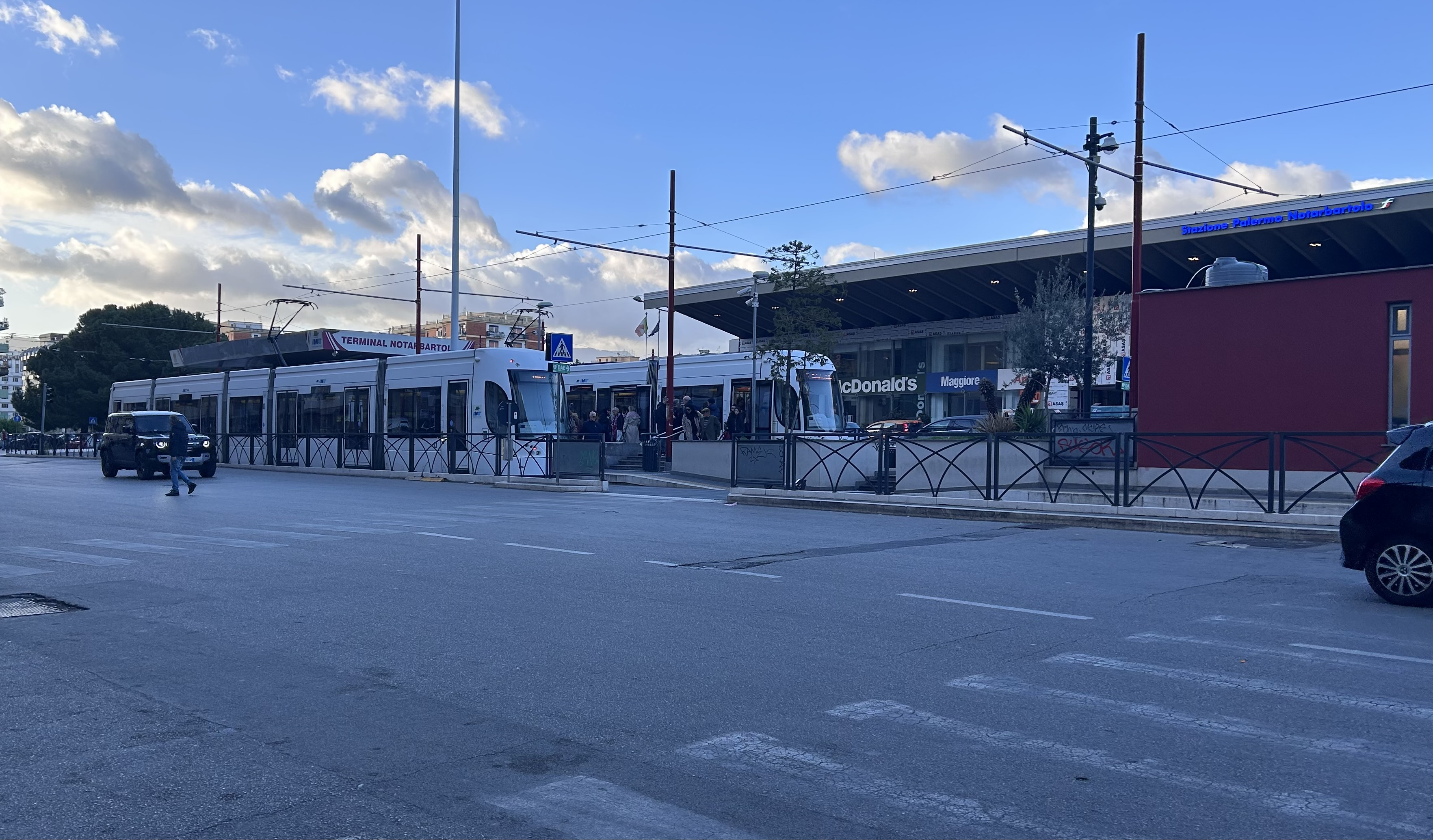
Il terminal Notarbartolo della tranvia con alle sue spalle la stazione ferroviaria di Notarbartolo.

Dal 2015 presso la stazione, al centro della piazza Boiardo, è presente il terminal Notarbartolo delle Linee 2, 3 e 4 della tranvia.
Nella medesima locazione, la stazione Palermo Notarbartolo inoltre è collegata al servizio di trasporto pubblico tramite le linee bus 102, 103, 118 e la linea notturna N3.
- Fermata tranviaria
- Fermata autobus
- Stazione taxi